# 제롬 보아텡
제롬 아기에님 보아텡(독일어: Jérôme Agyenim Boateng, 1988년 9월 3일 ~ )은 독일의 축구 선수이다. 현재 이탈리아 세리에 A의 살레르니타나에서 활약하고 있다. 주 포지션은 센터백이지만, 양쪽 풀백으로도 소화할 수 있다.
보아텡은 유소년팀 시절부터 활약해오던 헤르타 베를린에서 프로데뷔를 하였다. 그는 헤르타에서의 첫 시즌 직후 함부르크로 이적하였고, 팀의 주축으로 활약하며, 팀의 2시즌 연속 UEFA 유로파리그 준결승행을 도왔다.
강력한 피지컬을 지녔으며 강인하며, 그는 태클 능력과, 다재다능함으로 알려져 있다. 그는 2009년 UEFA U-21 챔피언쉽에 참여하여 우승을 맛보았으며, 이후 독일 성인 국가대표팀으로 승격되며, 2010년 FIFA 월드컵의 최종 엔트리 23인에도 이름을 올렸다.

## 클럽 경력
보아텡은 센터백이다. 그는 강력한 피지컬 능력과, 어느 수비 포지션이든지 소화할 수 있는 다재다능한 능력을 가지고 있다. 그는 테니스 보루시아 베를린의 유소년 팀에서 축구를 시작하였고, 헤르타 BSC 베를린에서 프로 데뷔전을 치렀다. 2007년, 그는 함부르거 SV로 이적하였으며, 현재 2011년 7월을 기점으로 FC 바이에른 뮌헨 선수 신분이다.

### 헤르타 BSC 베를린
보아텡은 2002년 7월 1일, 13세의 나이에 헤르타 BSC 베를린에 합류하여 2007년 8월 22일까지 헤르타 소속으로 활약하였다. 그는 유소년팀을 거쳐, 리저브팀에서 한 시즌 동안 활약한 뒤, 2007년 1월 31일에 처음으로 헤르타 1군에 차출되었다. 그는 하노버 96과의 AWD-아레나에서의 2006-07 시즌 19라운드 원정 경기에서 데뷔하였다. 그는 불과 18세의 나이에 1군 주전이 되었다.
보아텡은 2007년 여름에 함부르거 SV와 링크되었다. 그로 인해, 독일 언론에 의하며, 보아텡은 헤르타 BSC 베를린과 5년 계약을 맺고 싶지 않다고 보도하였다.

### 함부르거 SV
2007년 8월 22일, 그는 €1.1M의 이적료에 함부르거 SV로 이적하였다. 그는 함부르크 소속으로 성공적인 두 시즌을 보내며, 2008-09 시즌에 리그 타이틀 경쟁을 하고, 2년연속 UEFA 유로파리그 준결승행에 큰 힘이 되었다. 2009-10 시즌, 그는 함부르크에서의 놀라운 성과를 거둔 덕에 독일 축구 국가대표팀에 차출되며, 2010년 FIFA 월드컵에도 참가하게 되었다.

### 맨체스터 시티 FC
2010년 6월 5일, 맨체스터 시티 FC는 보아텡과 5년 계약을 맺으며 £10.4M에 이적이 확정되었음을 발표하였고, 구단은 그가 선호하는 등번호 17번을 부여하였다. 보아텡은 발렌시아 CF와의 프리시즌 친선경기에서 전반전에 출전하며 새 클럽 소속으로 데뷔하였고, 마이카 리처즈와 센터백 / 풀백 자리를 교환해가며 활약하였다. 그는 오른쪽 측면을 타고 올라가다 개러스 배리에게 크로스를 올려 득점하도록 하였다.
프리미어리그 개막을 1주 앞두고, 보아텡은 덴마크와의 친선경기에서 부상당하며 위기를 맞았다. 그는 귀가하는 기내에서 음료 트롤리와 부딪쳐 왼쪽 무릎건이 파열되는 부상을 당하였다.
그는 2010년 9월 25일, 1-0으로 승리한 첼시 FC에서 교체투입되며 프리미어리그 데뷔전을 치렀다. 그는 이후 1-1로 비긴 유벤투스 FC와의 UEFA 유로파리그 경기에서 맨체스터 시티 소속으로는 첫 풀타임을 소화하였다. 그는 이 경기에서 라이트 백으로 활약하였다.

### FC 바이에른 뮌헨
2011년 6월, 보아텡은 FC 바이에른 뮌헨으로 이적하기 위해 맨체스터 시티 FC를 떠나고 싶다고 의사를 밝혔고, 바이에른에서 활약하며 독일 축구 국가대표팀에 다시 주전으로 활약을 원하고, 오른쪽 풀백에 극한되게 활약하는 것에 대해 환멸감을 느꼈다.
2011년 7월 14일, FC 바이에른 뮌헨은 보아텡이 €13.5M의 이적료에 4년 계약을 체결하였다고 발표하였다. 그는 함부르거 SV와 맨체스터 시티 FC 시절과 마찬가지로 등번호 17번을 사용하게 되었다.
2011년 7월 27일, 그는 AC 밀란과의 2011년 아우디컵 경기에서 하피냐와 후반전에 교체 투입되며 바이에른 데뷔전을 치렀다.
2011년 8월 6일, 그는 0-1로 패한 보루시아 묀헨글라트바흐와의 2011-12 시즌 리그 경기에서 바이에른 소속으로는 첫 리그 경기에 출전하였다.

### 리옹
2021년 9월 1일, 바이에른 뮌헨과 계약 만료 후 프랑스 리그 1의 올랭피크 리옹과 2년 계약을 맺고 입단했다.

### 살레르니타나
2024년 2월 2일, 리옹과 계약 만료 후 반년 간 클럽이 없던 보아텡은 이탈리아 세리에 A의 US 살레르니타나 1919와 계약을 맺고 입단했다.

## 국가대표팀 경력
보아텡은 독일의 U-17, U-17, U-19 국가대표팀 소속으로 몇 차례 출전하였다. 2007년 7월 5일, 그는 프랑크 엔켈의 부름을 받고 오스트리아에서 열리는 UEFA U-19 챔피언쉽을 위해 U-19 국가대표팀에 차출되었다. UEFA U-19 챔피언쉽은 7월 16일부터 7월 27일까지 진행되었다.
보아텡은 2009년 UEFA U-21 챔피언쉽의 우승 주역이다. 그는 2009년 10월 10일, 러시아와의 경기에서 독일 성인 국가대표팀 데뷔전을 치렀고, 데뷔전에서 퇴장당한 첫 독일 국가대표라는 불명예스러운 타이틀을 획득하였다. 그는 후반전에서 두 번째 옐로우카드를 받아 경고누적으로 퇴장당하였다. 그는 이 충격적인 데뷔전을 치루었음에도 불구하고, 이후 주전을 꿰차는데 성공하였다.

### 2010년 FIFA 월드컵
보아텡은 요아힘 뢰프가 남아프리카 공화국에서 열리는 2010년 FIFA 월드컵을 앞두고 최종 23인 엔트리에 선정하였다.
2010년 6월 23일, 독일은 보아텡의 이복형 케빈프린스 보아텡의 가나를 상대하였다. 이 경기는 독일의 1-0 승리로 끝났고, 두 팀은 나란히 16강 진출에 성공하였다. 이 경기는 두명의 형제가 서로 다른 국가대표팀 소속으로 맞대결한 첫 FIFA 월드컵 경기이다. 독일은 D조 1위로 16강에 진출하여 잉글랜드를 상대하였다. 보아텡은 두경기 연속 연속 출장하며, 이 경기의 4-1 승리를 도왔고, 8강에서 아르헨티나를 만났다. 보아텡은 4-0으로 승리한 이 8강전 경기에서도 출전하였고, 독일은 3회연속 월드컵 준결승행에 성공하였으며, 준결승에서는 UEFA 유로 2008의 우승팀 스페인과 맞대결을 펼쳤고, 스페인은 이 경기에서 카를레스 푸욜의 헤딩골로 신승을 거두었다. 보아텡은 우루과이와의 3위 결정전에도 출전하였다. 그는 마르첼 얀젠의 동점골을 어시스트하며 3-2 승리를 거두고, 독일이 2대회 연속 3위라는 성과를 달성하도록 하였다.

## 경력 통계
2023년 10월 1일 기준
| 클럽 경력 | 클럽 경력         | 클럽 경력         | 리그 | 리그 | 컵       | 컵       | 리그컵       | 리그컵       | 클럽대항전 | 클럽대항전 | 합계 | 합계 |
| 시즌      | 클럽              | 리그              | 출장 | 골   | 출장     | 골       | 출장         | 골           | 출장       | 골         | 출장 | 골   |
| 독일      | 독일              | 독일              | 리그 | 리그 | DFB-포칼 | DFB-포칼 | DFB-리가포칼 | DFB-리가포칼 | 유럽대항전 | 유럽대항전 | 합계 | 합계 |
| --------- | ----------------- | ----------------- | ---- | ---- | -------- | -------- | ------------ | ------------ | ---------- | ---------- | ---- | ---- |
| 2006–07   | 헤르타 BSC 베를린 | 푸스발-분데스리가 | 10   | 0    | 1        | 0        | 0            | 0            | 0          | 0          | 11   | 0    |
| 2007–08   | 함부르거 SV       | 푸스발-분데스리가 | 27   | 0    | 3        | 0        | 7            | 0            | 7          | 0          | 37   | 0    |
| 2008–09   | 함부르거 SV       | 푸스발-분데스리가 | 21   | 0    | 5        | 0        | 0            | 0            | 9          | 0          | 35   | 0    |
| 2009–10   | 함부르거 SV       | 푸스발-분데스리가 | 27   | 0    | 1        | 0        | 0            | 0            | 13         | 2          | 42   | 2    |
| 2010–11   | 맨체스터 시티 FC  | 프리미어리그      | 16   | 0    | 3        | 0        | 0            | 0            | 5          | 0          | 24   | 0    |
| 2011-12   | FC 바이에른 뮌헨  | 푸스발-분데스리가 | 27   | 0    | 6        | 0        | 0            | 0            | 15         | 0          | 48   | 0    |
| 2012-13   | FC 바이에른 뮌헨  | 푸스발-분데스리가 | 26   | 2    | 4        | 0        | 1            | 0            | 9          | 0          | 40   | 2    |
| 2013-14   | FC 바이에른 뮌헨  | 푸스발-분데스리가 | 25   | 1    | 5        | 0        | 4            | 0            | 9          | 0          | 43   | 1    |
| 2014-15   | FC 바이에른 뮌헨  | 푸스발-분데스리가 | 27   | 0    | 5        | 0        | 1            | 0            | 11         | 3          | 44   | 3    |
| 2015-16   | FC 바이에른 뮌헨  | 푸스발-분데스리가 | 19   | 0    | 4        | 0        | 1            | 0            | 7          | 0          | 31   | 0    |
| 2016-17   | FC 바이에른 뮌헨  | 푸스발-분데스리가 | 13   | 0    | 2        | 0        | 0            | 0            | 6          | 0          | 21   | 0    |
| 2017-18   | FC 바이에른 뮌헨  | 푸스발-분데스리가 | 19   | 1    | 3        | 1        | 0            | 0            | 9          | 0          | 31   | 2    |
| 2018-19   | FC 바이에른 뮌헨  | 푸스발-분데스리가 | 20   | 0    | 3        | 0        | 0            | 0            | 5          | 0          | 28   | 0    |
| 2019-20   | FC 바이에른 뮌헨  | 푸스발-분데스리가 | 24   | 0    | 4        | 0        | 1            | 0            | 9          | 0          | 38   | 0    |
| 2020-21   | FC 바이에른 뮌헨  | 푸스발-분데스리가 | 29   | 1    | 1        | 0        | 2            | 0            | 7          | 1          | 39   | 2    |
| 2021-22   | 올림피크 리옹     | 리그 1            | 24   | 0    | 0        | 0        | -            | -            | 3          | 0          | 27   | 0    |
| 2022-23   | 올림피크 리옹     | 리그 1            | 8    | 0    | 0        | 0        | -            | -            | -          | -          | 8    | 0    |
| 2023-24   | 살레르니타나      | 세리에 A          | -    | -    | -        | -        | -            | -            | -          | -          | -    | -    |
| 경력 합계 | 경력 합계         | 경력 합계         | 386  | 6    | 51       | 1        | 10           | 0            | 123        | 5          | 570  | 12   |

## 수상 내역

#### 헤르타 베를린
- 독일 유스 챔피언십 : 2005

#### 맨체스터 시티
- FA컵: 2010-11

#### FC 바이에른 뮌헨
- 푸스발-분데스리가: 2012–13, 2013–14, 2014–15, 2015–16, 2016–17, 2017–18, 2018–19, 2019–20, 2020–21
- DFB-포칼: 2012–13, 2013–14, 2015–16, 2018–19, 2019–20
- DFL-슈퍼컵: 2012, 2020
- UEFA 챔피언스리그: 2012–13, 2019–20
- UEFA 슈퍼컵: 2013, 2020

#### 독일
- UEFA U-21 유로: 2009
- FIFA 월드컵 : 우승 (2014), 3위 (2010)

### 개인
- 독일 축구 올해의 선수 : 2015-16
- VDV 올해의 팀 : 2014–15, 2015–16
- UEFA 유로 대회 베스트 : 2016
- UEFA 올해의 팀 : 2016
- 프리츠 발터 U19 동메달 : 2007
- 은월계잎 훈장 : 2010, 2014
- 베를린 상원 Moses Mendelssohn Prize : 2016
- 키커 올해의 수비수 : 2014–15, 2015–16
- 키커 올해의 팀 : 2012-13, 2015-16, 2017-18
- 키커 랑리스테 : WK 3회, IK 7회, NK 6회

## 사생활
보아텡은 가나인 아버지와 독일인 어머니 사이에서 태어났다. 그의 아버지, 프린스 보아텡은 1981년에 가나를 떠나, 독일로 밀입국하여 경영학을 공부하려 하였지만 시스템과 힘든 작업으로 좌절을 맛보았다. 그 대신, 그는 두개의 직업을 가지고 살아갔는데, 그의 직종은 DJ와 웨이터였다. 그의 삼촌인 로베르트 보아텡은 전 가나 축구 국가대표팀의 일원이었다.
그는 누나 아벨리나와 이복형 두 명이 있다. 두 이복형들 중 한 명은 케빈프린스 보아텡으로, 현재 샬케 04의 공격형 미드필더로 활약하며, 조지 보아텡도 축구선수로 활약하고 있다. 그의 두 이복형은 그의 어머니와 빈민가에서 자랐지만, 제롬 본인은 자신의 항공사 스튜디어스인 어머니와 중산층 가정에서 자랐다.
그는 형과 헤르타 BSC 베를린에서 좋은 관계를 맺었음에도 불구하고, 형이 2010년 FA컵 결승전에서 미하엘 발라크에 태클해 그가 2010년 FIFA 월드컵에 참여하지 못하게 만든 것에 대한 의견차가 생겨, 제롬은 2010년 6월 빌트와의 인터뷰에서, 그의 형들과 만나고 싶지 않다라고 인터뷰하였다. 케빈프린스 보아텡은 독일 국가대표팀의 주장에 중상을 입히며 2010년 FIFA 월드컵 출전을 무산시켰다. 2010년 FIFA 월드컵에서 제롬 보아텡은 독일 국가대표팀 일원으로, 그의 형 케빈프린스 보아텡은 가나 국가대표팀 일원으로 D조 3차전에서 격돌하였다. 독일은 가나에 1-0 승리를 거두었고, 두 팀은 나란히 16강에 진출하였다.
보아텡은 음주를 하지 않는다.